# جون فلافين
جون فلافين (بالإنجليزية: John Flavin)‏ هو لاعب كرة قاعدة أمريكي، ولد في 7 مايو 1942 في ألباني في الولايات المتحدة.

## وصلات خارجية
- جون فلافين على موقعبيزبول رفرنس.كوم (الدوري الرئيسي) (الإنجليزية)